# Zwachtelen

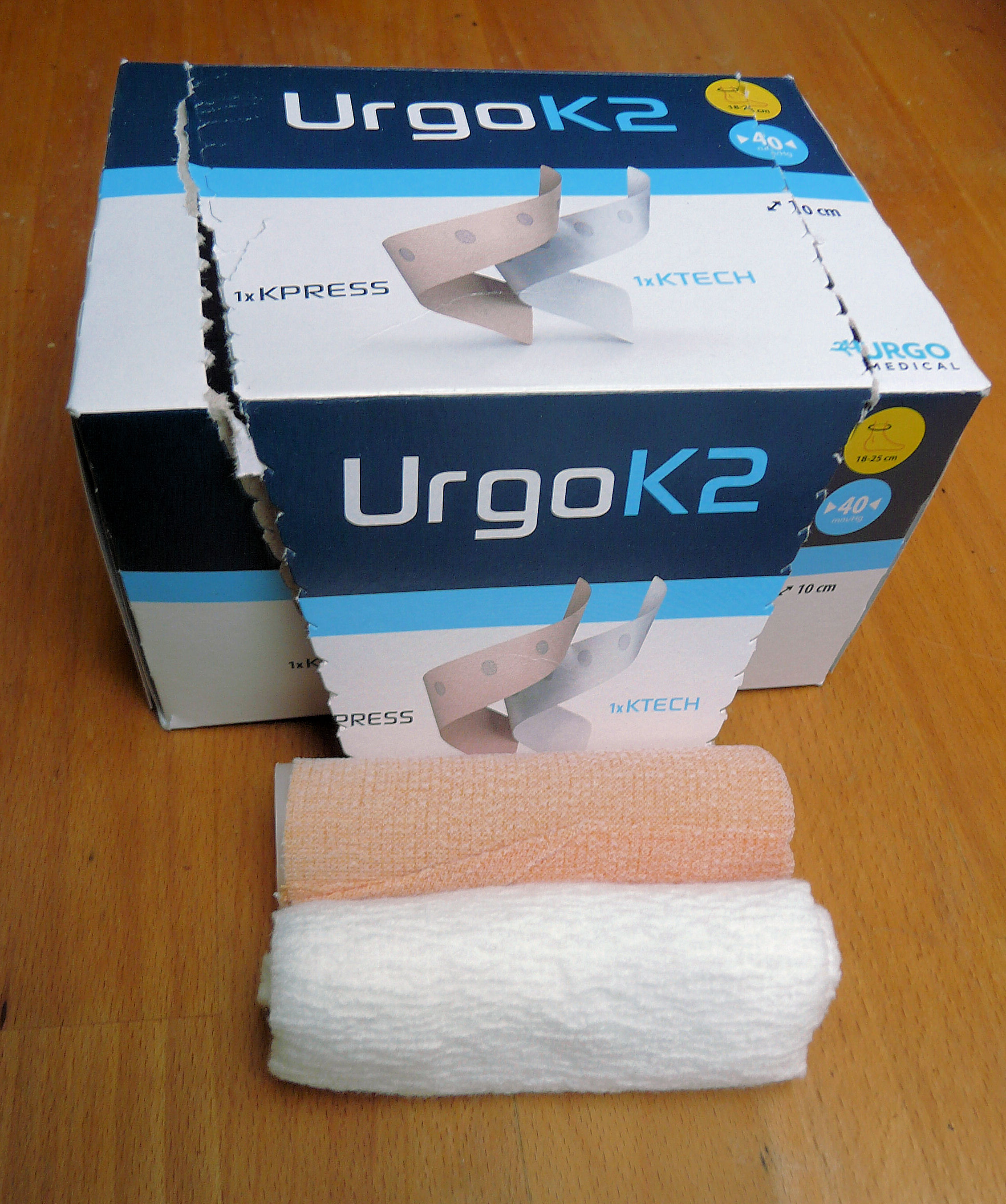
Twee compressieverband met 49 mm Hg en markeringsysteem

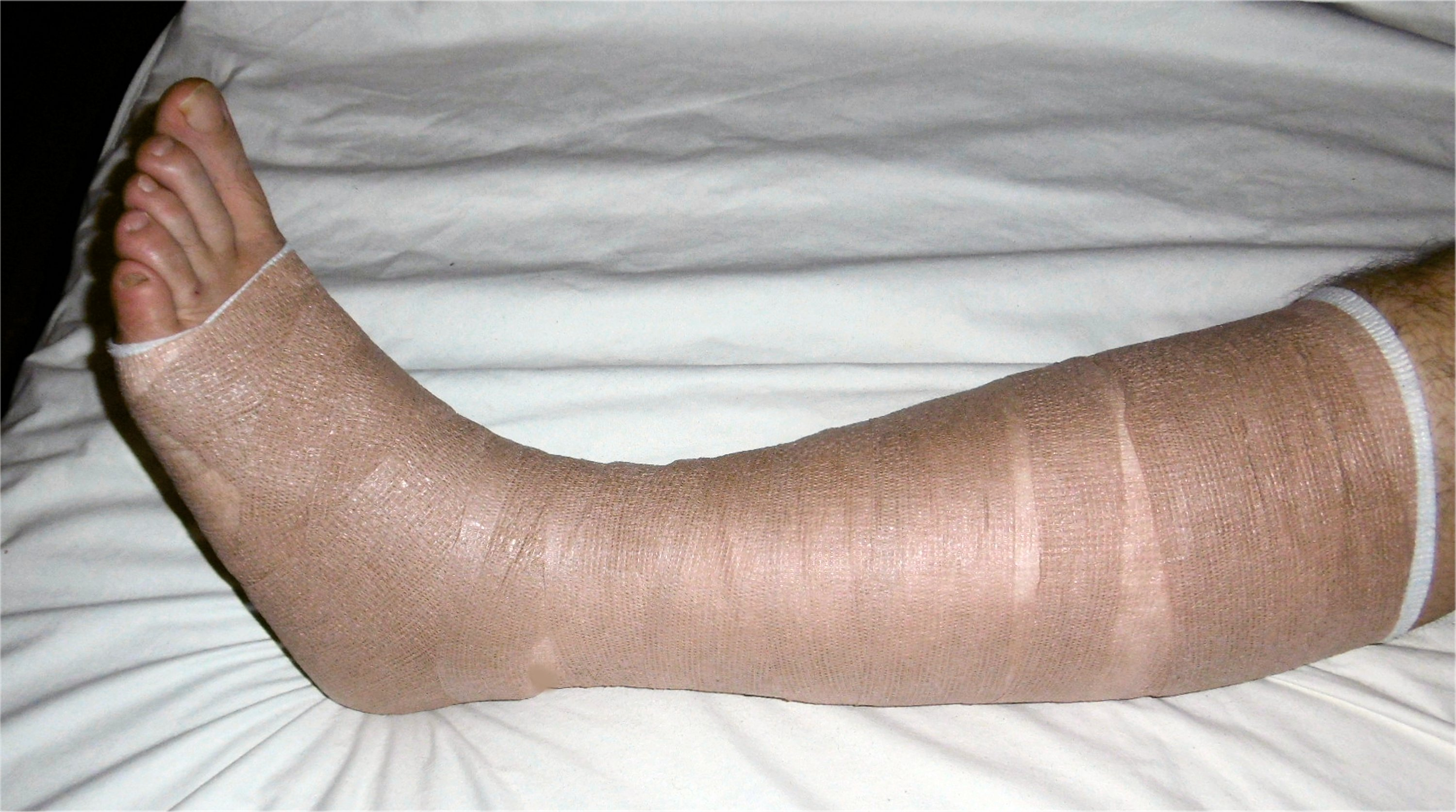
Twee componenten compressieverband om been

Zwachtelen is het behandelen van oedeem met een drukverband. Het wordt vooral toegepast aan de benen, en soms ook aan armen. Door het verband wordt terugstromen van vocht door slecht werkende veneuze kleppen verminderd, zodat het vocht uit het weefsel gedreven wordt, de lymfe- en veneuze vaten in. Gewoonlijk wordt gezwachteld met een rustdruk aan de enkel van ongeveer 40 mmHg. Bij mensen die hun benen kunnen bewegen wordt gebruik gemaakt van korte-rekzwachtels. Men spreekt dan ook wel van 'ambulante compressietherapie'(ACT). Korte-rekzwachtels hebben een relatief hoge werkdruk en lagere rustdruk: bij het aanspannen van de spieren zal de druk extra stijgen. Daarom zijn korte-rekzwachtels aan de onderbenen vooral effectief als het gecombineerd wordt met lopen. Bij geheel immobiele mensen kan er gebruik worden gemaakt van lange-rekzwachtels. Deze hebben een relatief hoge rustdruk. Als het vocht weggezwachteld is kunnen therapeutische elastische kousen aangemeten worden. 

## Indicaties
Redenen om te zwachtelen:
- Tegengaan van oedeem (of het nu ontstaat door veneuze insufficiëntie, hartfalen, wondroos of immobiliteit)
- Tegengaan van lymfoedeem (bijvoorbeeld aan een arm na een lymfeklierdissectie bij borstkanker)
- Voorkomen van posttrombotisch syndroom bij diepveneuze trombose.
- Behandeling van ulcus cruris: vrijwel elke beenwond geneest sneller als er compressie gegeven wordt.
- Als onderdeel van sclerocompressietherapie van spataderen.
- Als onderdeel van de behandeling van wondroos (erysipelas).

Er kunnen redenen zijn om geen zwachtels te gebruiken:
- een huidaandoening of wond die vaker dan 3x/week verzorging vraagt.
- een arteriële bloeddruk aan de enkel <60 mmHg, zoals bij etalagebenen.
- een te lage enkel-armindex.

## Typen zwachtels
Er zijn verschillende typen zwachtels, en verschillende technieken om deze aan te brengen. 
- Lange-rekzwachtels hebben veel lengterek. Deze oefenen ook druk uit als de spieren ontspannen zijn.
- Korte-rekzwachtels worden het meest gebruikt. Deze vertonen relatief weinig lengterek, ze werken dus vooral als een patiënt rondloopt (en niet te veel zit).
- Inelastische zwachtels: katoen, zinklijm, gips. Katoen geeft makkelijk afsnoeringen, maar de andere vormen zijn erg veilig aan te brengen, ook als de bloedtoevoer slecht is. Voordeel is dat het ledemaat goed beschermd is tegen verwondingen en krabben.
- Zelfklevende zwachtels kleven op andere lagen, maar niet op de huid. Voordeel is dat het verband minder snel afzakt en dus langer blijft zitten, ook bij een ongunstige vorm van het been. Nadeel is dat het moeilijker is aan te brengen, en makkelijk te strak kan worden aangebracht.
- In Groot-Brittannië worden veel four-layered bandages gebruikt, wat een combinatie is van korte- en lange-rekzwachtels, meestal als een pakket verkocht.

## Techniek
In Nederland zijn voor zwachtelen van de benen richtlijnen opgesteld. Hierin wordt bijvoorbeeld het belang benadrukt van goed polsteren: het met watten opvullen van holtes (bijvoorbeeld achter de enkel) en afronden van uitstekende botpunten (zoals het scheenbeen). Zo wordt de druk van de zwachtels regelmatig verdeeld, want anders zou in de holtes geen druk uitgeoefend worden, terwijl op de uitstekende punten te veel druk komt. Bij de plekken waar geen druk op wordt uitgeoefend door de zwachtels kan vensteroedeem ontstaan. 
Een veel voorkomende fout bij polsteren is, dat men de druk wil verzachten in plaats van evenredig verdelen. Men legt dan bijvoorbeeld een laag watten over het scheenbeen of de enkels, als bescherming voor de huid en om de druk te vergroten. Dit verhoogt echter juist de druk op deze uitstekende botten. De bedoeling is het polstermateriaal naast de uitstekende botten aan te brengen tot het bot niet meer voelbaar uitsteekt wanneer er met gestrekte hand op geduwd wordt. Als hulpmiddel kan hierbij een vliesdun klevend fixatiewindsel worden gebruikt.
Na het polsteren worden in tegengestelde richting twee lagen windsel gelegd. De zwachtels worden aangebracht vanaf de basis van de tenen tot twee cm onder de knie. Zwachtelen tot in de knieholte kan leiden tot afsluiten van een ader bij het buigen van de knie.

## Risico's
Zwachtelen van de benen vergt oefening en inzicht. Onzorgvuldig aanleggen van het drukverband kan gezondheidsrisico's met zich mee brengen. Het grootste risico is dat een te strak aangelegd verband leidt tot verminderde doorbloeding en weefselschade. Bij lange-rekzwachtels is dit risico nog groter. Dit gebeurt vooral als er, door verkeerd aanleggen, plaatselijk te veel druk ontstaat. Door onvoldoende polsteren kunnen op drukpunten blaren en wonden ontstaan.
Bij een slechte pompfunctie van het hart in combinatie met veel oedeem kan er door het aanbrengen van een drukverband zoveel vocht in de bloedbaan komen dat acuut hartfalen ontstaat. Daarom zal in risicogevallen de eerste keren een been per keer gezwachteld worden.

## Bron
- WCS Kenniscentrum Wondzorg (2015), Compressietherapie aan de onderste extremiteiten: expertdocument 2015 , Leiden.

1. ↑  https://evenementenzorg.nl/Kennisbank-EHBO-en-hulpverlening-op-evenementen-sportwedstrijden-en-festivals/urgo-k2-zwachtelen/ Zwachtelen